# Giovanni Cuojati
Giovanni Cuojati (Busto Arsizio, 27 marzo 1938 – Busto Arsizio, 7 maggio 2021) è stato un politico italiano.